# Лже-Нерон
Лже-Нерон — общее название для группы самозванцев, объявлявших себя императором Нероном, чудом избегнувшим осуждения и смерти.

## Предыстория
Император Клавдий Нерон был одним из самых одиозных владык Римской империи. Светоний передаёт рассказ о том, что когда отец Нерона Гней Агенобарб «человек мерзейший в любую пору своей жизни» получил известие, что у него родился сын, воскликнул, что «от него и Агриппины ничего не может родиться кроме ужаса и горя для человечества». Так это или нет, но рассказ Светония точно характеризует сложившееся уже в древности и закреплённое историей мнение о Нероне. К этому можно добавить слова Гальбы, сохранённые Тацитом, что «дурные люди всегда будут горевать о Нероне».
Считается, что он оказался на троне из-за честолюбия своей матери Агриппины Младшей. Опять же Светоний передаёт рассказ о том, что Агриппине было предсказано, что сын будет царствовать, но убьёт её саму. В ответ она якобы воскликнула «Пусть убьет, лишь бы царствовал!»
Майкл Грант, автор книги о Нероне, предлагает более взвешенное мнение — этот император не был жесток по натуре, но труслив, и часто шёл на поводу у своих любимцев. Все его кровавые жестокости по сути дела имели одну схему: Нерону доносили, что некто (чаще всего — осуждённый, ссыльный) плохо отзывался о нём. Далее, постепенно входя в раж, император представлял себе этого человека главой растущего заговора, пугался за свою жизнь, и наконец отдавал приказание об убийстве.
Первой жертвой на пути к трону стал его собственный приёмный отец Клавдий. Опять же, следуя Светонию, его отравила Агриппина, однако Нерон содействовал и полностью одобрял происходящее. Грант замечает, что античные писатели расходятся во мнении как именно было совершено убийство (отравленное блюдо белых грибов, отравленное перо, введённое в горло старому императору) — но в самом факте не сомневался никто.
Вслед за ним уже по инициативе самого Нерона последовала Агриппина, сводный брат императора Британник, воспитатель юного Нерона — Сенека, а затем сенаторы и всадники, заподозренные императором в покушении на его власть или подготовке заговоров.
Но погубило императора не только это. Античные авторы единодушно свидетельствуют, что Нерон одним из первых понял, «какое наслаждение — власть» и, по сути дела, отдав императорские обязанности на откуп своим вольноотпущенникам и префекту претория, предался безудержным развлечениям. Известно, что Нерон считал себя выдающимся певцом и артистом, и видимо, ставил своё увлечение выше обладания короной (сохранились его слова — в ответ на предостережение, что он может потерять власть, Нерон, якобы ответил «Прокормимся ремеслишком»). И хотя римляне презирали актёрскую профессию как таковую, вразрез с обычаями, он появлялся на сцене и пел как греческие трагедии, так и поэмы собственного сочинения, участвовал в атлетических соревнованиях, заработав, по преданию, не один десяток победных венков.
В последние годы правления, репутация Нерона была окончательно подорвана, «императора, поправшего узы родства считали способным на все», и потому, после знаменитого пожара, когда огонь на две трети уничтожил Рим, пошли упорные слухи, что император приказал поджечь город, чтобы перестроить его затем по своему вкусу, и что во дворах ловили солдат, бросавших факела в ещё нетронутые огнём дома. Уверяли, что глядя на пожарище, он пел о падении Трои.
Это несчастье повлекло за собой первое в римской истории гонение на христиан. Следующий отрывок хорошо известен, однако же, стоит привести его ещё раз:

Чтобы пресечь слухи, Нерон подставил виновных и подверг самым изощренным казням тех, кого чернь ненавидела за их постыдное поведение и называла христианами. Начало этому названию дал Христос, который был при императоре Тиберии приговорен к смерти прокуратором Понтием Пилатом; временно подавленное пагубное суеверие вспыхнуло снова не только в Иудее, где это зло родилось, но также и в столице, куда отовсюду стекается и находит множество приверженцев всякая гадость и пакость. Вначале схватили тех, кто эту веру исповедовал публично, затем — на основании их показаний — великое множество других и признали их виновными не столько в поджоге, сколько в ненависти к роду человеческому. Казнили их с позором — одевали в шкуры диких зверей и бросали на растерзание собакам, распинали на крестах и ночью поджигали вместо факелов.
Нерон отдал для этого свой парк и, кроме того, устроил представление в цирке, где он сам, переодетый возницей, смешивался с толпой или вставал во весь рост на повозке. В итоге, хотя эти люди были виноваты и заслуживали строжайшего наказания, они вызывали сочувствие, ибо гибли не ради блага империи, а из-за жестокости одного человека.
— Тацит, «Анналы», глава 44
Так или иначе, назревавшее возмущение прорвалось в 68 г. н.э. когда против Нерона возмутились галльские легионы под командованием Юлия Виндекса, и к ним скоро примкнули римские гарнизоны стоявшие в Испании под руководством будущего императора Гальбы.
Император бежал в поместье своего вольноотпущенника Фаона, видимо, собираясь отплыть в Египет к войскам, ещё хранившим ему верность, но услышав о том, что сенат объявил его врагом Рима и присудил к казни, полагавшейся убийце родителей — забиванию насмерть плетьми, окончательно пал духом и покончил с собой.

## Исторические и психологические предпосылки появления
Однако же, если Рим проклинал Нерона, восточные провинции и соседние страны хранили о нём благодарную память.
Так царь Парфии Вологез I не мог забыть, что Нерон заключил с его страной выгодный для Парфии мир, и пышный приём, устроенный императором по поводу прибытия в Рим парфянского владыки Тиридата и требовал от сената почитания памяти Нерона.
Благодарную память о нём хранила и Греция, так как за несколько лет до своей смерти Нерон торжественно объявил о «свободе провинции Ахайя» — иными словами, серьёзных налоговых льготах. «Свобода» впрочем, просуществовала недолго, и была отменена Веспасианом и потому именно Греция с радостью встретила появляние первого самозванца.
Слухам о том, что император остался жив и скрывается, способствовало и то, что само известие о смерти Нерона исходило от единственного человека — Икела, вольноотпущенника Гальбы, который уведомил о произошедшем своего патрона. Также Нерону не воздавались почести и похороны не были публичными. Бывшие кормилицы императора Эклога и Александрия и его бывшая возлюбленная Акте на свои средства устроили скромные похороны и перенесли прах императора в усыпальницу Домициев — его отца и деда — но не в мавзолей Августа, где были похоронены предшествовавшие императоры, и это опять же вызывало толки.
Возможно, сыграло свою роль давнее предсказание придворных астрологов, что Нерон будет свергнут, но сохранит своё царство на Востоке (некоторые прямо указывали на Иерусалимское царство), кто-то даже обещал, что после свержения он через несколько лет вернётся к прежнему состоянию.

## Первый самозванец
Первый по времени Лже-Нерон появляется в Греции в том же 68 г. н. э. По свидетельству Тацита, видимо, недолюбливавшего греков за их «непостоянный и вероломный характер», он был с восторгом принят местным населением, давно подогреваемом надеждами и слухами о спасении императора. Имя первого самозванца в истории не сохранилось. Тацит считает его рабом из Понта, или — возможно, вольноотпущенником из Италии. Этот самозванец в какой-то мере походил на императора лицом и был к тому же искусным кифаредом, что «вселило в него уверенность, что ему удастся выдать себя за Нерона».
Самозванцу удалось привлечь на свою сторону беглых солдат, бродяг и нищих, с помощью греков раздобыть себе корабль и высадиться на остров Цитну, где в это время проводили отпуск солдаты римских восточных легионов. И здесь ему сопутствовал успех, значительная часть солдат перешла на сторону самозванца, над несогласными была учинена расправа. Армия самозванца пополнилась ещё освобождёнными рабами, а казна — имуществом нескольких ограбленных купцов.
Особенно самозванец пытался перетянуть на свою сторону центуриона Сисенну, направлявшегося в составе посольства в Сирию. Однако же, центурион предпочёл бежать с острова.
Первая победа вселила уверенность в сторонников Лже-Нерона. Восстание принялось шириться, на остров, ставший основной базой самозванца, стекались все недовольные правлением Гальбы и просто любители лёгкой наживы.
Конец самозванцу положило прибытие на остров Цитну проконсула Кальпурния Аспрената, которому Гальба поручил управление провинциями Галатия и Памфилия. Аспренат направлялся к месту назначения с почётным эскортом из двух трирем из состава Мизенского флота.

Здесь нашлись люди, передавшие командирам обоих кораблей приглашение от имени Нерона. Прикинувшись удрученным и взывая к чувству долга солдат, некогда столь верно ему служивших, он стал убеждать их поддержать начатое им дело в Сирии и в Египте. То ли вправду заколебавшись, то ли из хитрости, триерархи пообещали соответствующим образом настроить солдат, перетянуть их на его сторону и тогда вернуться; сами же пошли и все честно рассказали Аспренату. По его призыву солдаты штурмом взяли корабль самозванца, где этого человека — кто бы он на самом деле ни был — и убили. Голову его, поражавшую дикостью взгляда, косматой гривой и свирепым выражением лица, отправили в Азию, а оттуда в Рим.
— Тацит, «История», глава 69

## Второй самозванец
О втором самозванце известно несколько больше. По свидетельству Диона Кассия, звали его Теренций Максим, и был он родом из Малой Азии. Опять же, самозванец походил на покойного императора лицом и голосом, и слыл искусным кифаредом (что было важно, так как Нерон всегда особенно тяготел к этому инструменту).
Появился он откуда-то из восточных провинций, причём довольно быстро обзавёлся большой группой сторонников, двигаясь по течению Евфрата, достиг Парфии, чей царь, Артабан IV Парфянский был в жестокой ссоре с тогдашним римским императором Титом. Неизвестно, поверил ли царь новому Лже-Нерону, однако стал активно ему содействовать, возможно, серьёзно предполагая возвести его на римский трон.
Но планам этим не суждено было осуществиться. Иоанн Антиохийский утверждает, что из Рима были присланы неопровержимые доказательства самозванства Теренция, (или, скорее, изменилась политическая ситуация) и Лже-Нерон был предан казни.

## Третий самозванец
О нём сохранилось меньше всего информации. Появился в царствование Домициана. Очень кратко о третьем самозванце сообщает Светоний:

И даже двадцать лет спустя, когда я был подростком, явился человек неведомого звания, выдававший себя за Нерона, и имя его имело такой успех у парфян, что они деятельно его поддерживали и лишь с трудом согласились выдать. 

— Светоний, «Жизнь двенадцати цезарей», Нерон

## О Лже-Нероне в христианской традиции
В 13 главе «Апокалипсиса» фигурирует Зверь, вышедший из моря. У него одна голова смертельно ранена, но потом она оказывается исцеленной, и именно она — главный враг. Возможно, это символ римского императора, который умер, а потом считался воскресшим — Неро редививус или воскресшего Нерона.
Далее намек на «воскресшего Нерона» угадывают в 17 главе:

Семь голов суть семь гор, на которых сидит жена, и семь царей, из которых пять пали, один есть, а другой ещё не пришёл, и когда придет, не долго ему быть. И зверь, который был и которого нет, есть восьмой, и из числа семи, и пойдет в погибель. …воды, которые ты видел, где сидит блудница, суть люди и народы, и племена и языки… Жена же, которую ты видел, есть великий город, царствующий над земными царями.
— Откровение Иоанна Богослова
Видение пророком «вавилонской блудницы» достаточно давно уже расшифровывается историками, как намек на современные автору события.
Семь голов — это семь гор, то есть холмов, на которых находится Рим, женщина — сам город, (по- латыни женского рода, Roma). Семь царей — Август, Тиберий, Калигула, Клавдий, Нерон, Гальба, Вителлий — упоминание «шестого», который есть — позволяет достаточно точно датировать Апокалипсис 68 — 69 годами (время правления Гальбы).
Зверь, который был и которого нет, действительно восьмой из числа семи, то есть уже упоминался среди императоров и приходит восьмым, возвращается — эти слова полагают прямым намеком на первого по времени Лже-Нерона так как антихриста нельзя уничтожить обычным способом и его возвращение — первый признак сверхъестественного, адского происхождения врага христианства.

## Лже-Нерон в художественной литературе
Лже-Нерон второй, Теренций Максим является главным героем романа Лиона Фейхтвангера «Лже-Нерон» (нем. Der falsche Nero, 1936). Роман повествует о восстании в I веке н. э. на востоке Римской империи, руководимым самозванцем, и является сатирой на современную автору нацистскую Германию.